# Хотіївська сільська рада (Корюківський район)
Хоті́ївська сільська́ ра́да — адміністративно-територіальна одиниця та орган місцевого самоврядування в Корюківському районі Чернігівської області. Адміністративний центр — село  Хотіївка.

## Загальні відомості
Хотіївська сільська рада утворена у 1993 році.
- Територія ради: 18,835 км²
- Населення ради: 292 особи (станом на 2001 рік)

## Населені пункти
Сільській раді підпорядковані населені пункти:
- с.  Хотіївка

## Склад ради
Рада складається з 12 депутатів та голови.
- Голова ради: Пилипенко Раїса Григорівна

### Керівний склад попередніх скликань
| Прізвище, ім'я, по батькові | Основні відомості                                                 | Дата обрання | Дата звільнення |
| --------------------------- | ----------------------------------------------------------------- | ------------ | --------------- |
| Хижняк Володимир Михайлович | Сільський голова, 1952 року народження, освіта вища, безпартійний | 26.03.2006   | 31.10.2010      |
| Хижняк Володимир Михайлович | Сільський голова, 1952 року народження, освіта вища, безпартійний | 31.10.2010   | 04.04.2013      |
| Пилипенко Раїса Григорівна  | Сільський голова, 1967 року народження, освіта вища, позапартійна | 15.12.2013   |                 |

Примітка: таблиця складена за даними сайту Верховної Ради України

### Депутати
За результатами місцевих виборів 2010 року депутатами ради стали:

#### За суб'єктами висування
| Суб'єкт висування | Кількість обраних депутатів | %    |
| ----------------- | --------------------------- | ---- |
| Партія регіонів   | 7                           | 58,3 |
| Самовисування     | 4                           | 33,3 |
| Народна партія    | 1                           | 8,3  |

#### За округами
| № округу        | Прізвище, ім'я, по батькові     | Дата визнання обраним | Освіта             | Партійна приналежність | Відомості про обраного депутата                        |
| --------------- | ------------------------------- | --------------------- | ------------------ | ---------------------- | ------------------------------------------------------ |
| Народна Партія  |                                 |                       |                    |                        |                                                        |
| 8               | Бахир Тамара Михайлівна         | 02.11.2010            | середня            | позапартійна           | Корюківський територіальний центр, соціальний робітник |
| Партія регіонів |                                 |                       |                    |                        |                                                        |
| 1               | Мотчаний Сергій Петрович        | 02.11.2010            | вища               | позапартійний          | Хотіївська сільська рада, бухгалтер                    |
| 2               | Мотчаний Станіслав Тихонович    | 02.11.2010            | середня            | позапартійний          | тимчасово не працює                                    |
| 4               | Філіпова Тетяна Яківна          | 02.11.2010            | середня            | позапартійна           | СВК «Полісся», економіст                               |
| 7               | Батюк Анатолій Петрович         | 02.11.2010            | вища               | позапартійний          | Савинківська загальноосвітня школа І-ІІІ ст., вчитель  |
| 10              | Варзарь Іван Васильович         | 02.11.2010            | середня            | позапартійний          | СВК «Полісся», тракторист                              |
| 11              | Купрієнко Валентин Якович       | 02.11.2010            | середня            | член Партії регіонів   | пенсіонер                                              |
| 12              | Милейко Валентина Василівна     | 02.11.2010            | середня            | член Партії регіонів   | пенсіонер                                              |
| Самовисування   |                                 |                       |                    |                        |                                                        |
| 3               | Смаглюк Олексій Іванович        | 02.03.2014            | середня            | позапартійний          | ТОВ «Корюківка-Агро», слюсар                           |
| 5               | Веремеєнко Володимир Васильович | 13.02.2011            | середня спеціальна | член Партії регіонів   | фельдшерсько-акушерський пункт, завідувач              |
| 6               | Копанєва Зінаїда Лазарівна      | 02.03.2014            | середня спеціальна | позапартійна           | тимчасово не працює                                    |
| 9               | Купрієнко Валентина Григорівна  | 02.03.2014            | середня            | позапартійна           | пенсіонерка                                            |